# Euproctidion
Euproctidion este un gen de molii din familia Lymantriinae.